# Paragus pecchiolii

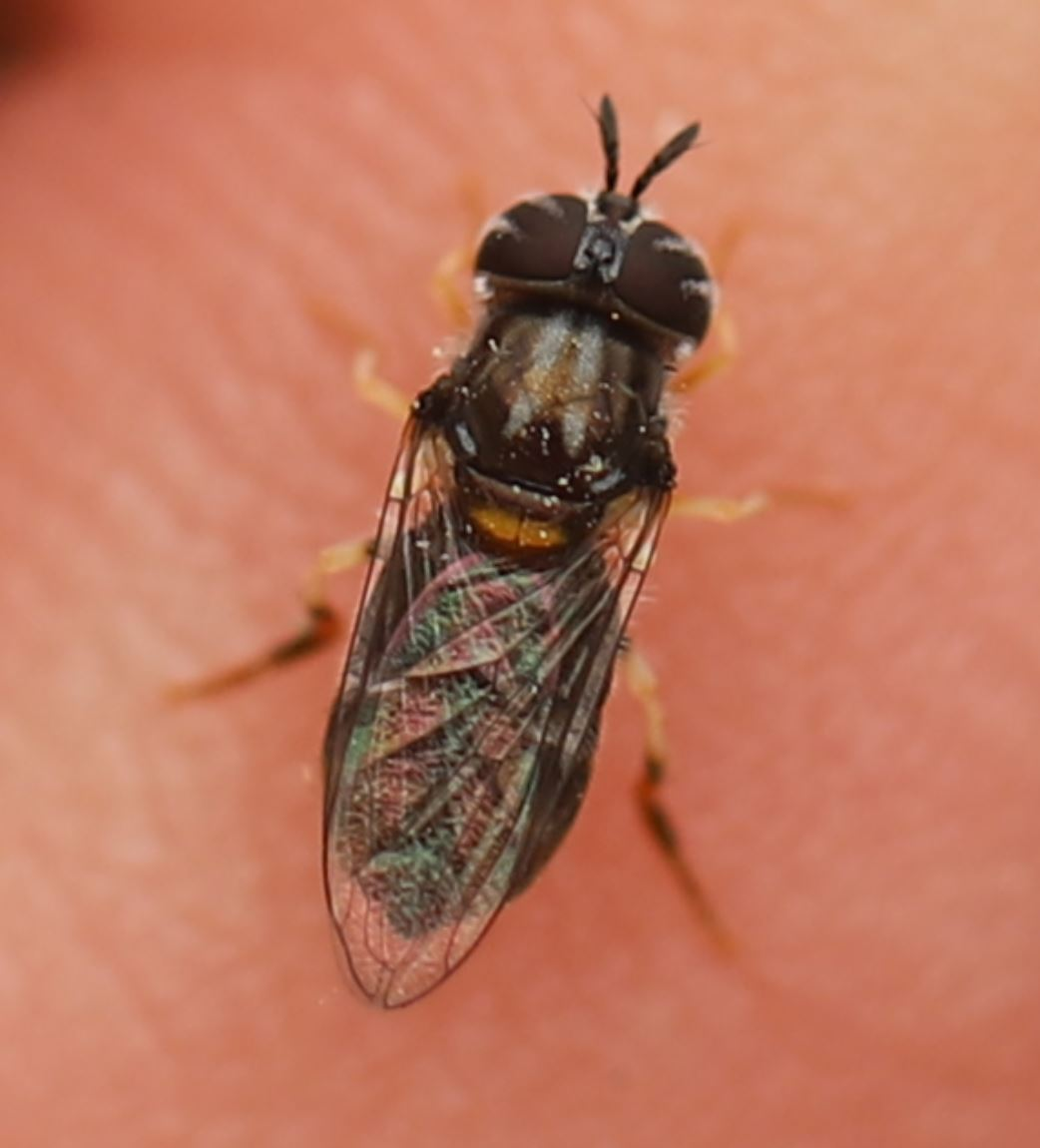
Weibchen, Dorsalansicht

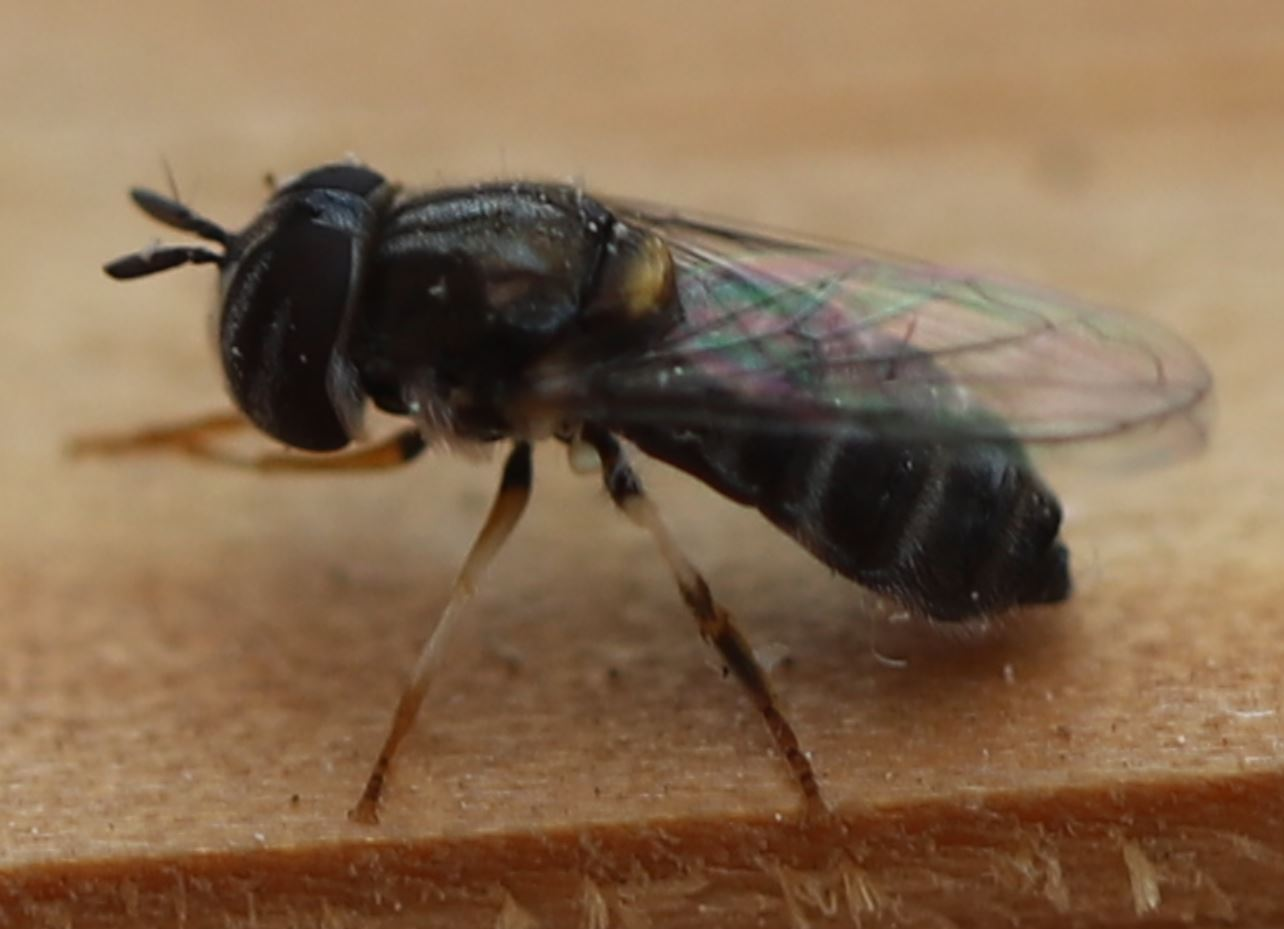
Weibchen, Seitenansicht

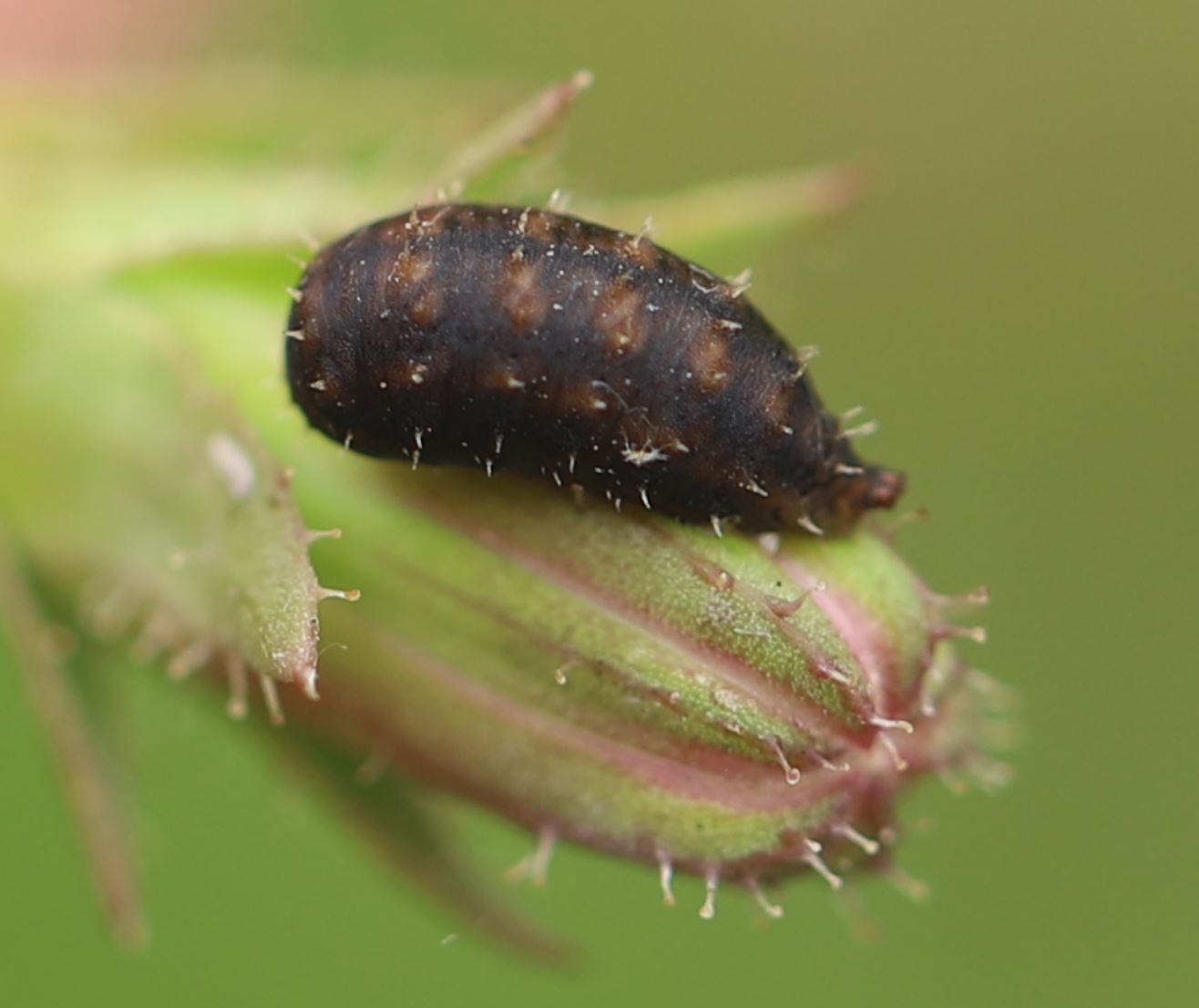
Puppe an Gemeiner Wegwarte

Paragus pecchiolii ist eine Fliege aus der Familie der Schwebfliegen (Syrphidae).

## Merkmale
Die Fliegen erreichen eine Körperlänge von 5,5–6,5 mm (Männchen) bzw. 5–6,5 mm (Weibchen). 
Ihr Körper ist überwiegend bronzefarben bis schwarz gefärbt. Die Facettenaugen weisen zwei senkrecht verlaufende blasse Haarbänder auf. Bei den Männchen treffen sich die Augen, während diese bei den Weibchen deutlich getrennt sind. Das Scutellum (Schildchen) ist vorne dunkel, hinten gelb gefärbt. Die Tergite weisen silberfarbene Querbänder auf, häufig zusätzlich noch rötliche Seitenränder. Bei den Weibchen weist das weiße Gesichtsfeld mittig einen schmalen unscheinbaren Längsstrich auf. Das Tergit 5 der Weibchen besitzt auf der Dorsalseite eine leichte Einkerbung. Die Beine sind überwiegend gelb gefärbt.

## Verbreitung
Die Schwebfliegenart ist in Europa weit verbreitet, fehlt jedoch auf den Britischen Inseln. Im Süden reicht das Vorkommen bis nach Nordafrika, im Osten bis in den Nahen Osten.

## Lebensweise
Die Schwebfliegen beobachtet man hauptsächlich in den Monaten Mai und Juni. Die Larven ernähren sich von verschiedenen Röhrenblattläusen, u. a. von der schwarzen Kirschenblattlaus Myzus cerasi. Die ausgewachsenen Fliegen ernähren sich von Nektar und Honigtau.